# ミャンマー地震 (2016年8月)
ミャンマー地震（ミャンマーじしん）は、2016年（平成28年）8月24日17時14分（ミャンマー標準時、日本時間19時44分）にミャンマー中部チャウの西方約26 km (16 mi)を震源として発生したマグニチュード6.8の地震。

## 概要
2016年8月24日午後5時14分（現地時間）、ミャンマー中部を震源とするM6.8の大きな地震が発生。最大震度はVI（強い）で震源の深さは82kmである。ミャンマー旧首都のヤンゴン、インドのパトナ、グワーハーティーおよびコルカタ、タイ王国のバンコク、バングラデシュの首都ダッカでも揺れを観測した。

## 被害
この地震により、4人が死亡した。また、揺れによってバガンのパゴダ200基近くが損壊した。

## 同じ日に発生した地震
この地震が起きた日と同じ日に、ヨーロッパのイタリアでは、中部を中心に大きな地震が発生し、300人近くが死亡している。